# Vaantjesboom
De vaantjesboom of zakdoekenboom (Davidia involucrata) is een loofboom. Veelal wordt deze soort ingedeeld in de familie Nyssaceae. De boom is bekend om zijn bloeiwijze, waarbij de twee grote schutbladen aan zakdoekjes doen denken. In Nederland zijn voor zover bekend slechts enkele volwassen exemplaren, waarvan er een in Naarden. In dit klimaat kan de boom tot 12 m hoog worden. De boom komt van nature voor in Centraal- en West-China en wordt daar tot 20 m hoog.
De Franse lazarist Père David ontdekte de boom in China en beschreef deze in 1869. Het geslacht Davidia is naar hem vernoemd.
De boom is eenhuizig en bloeit in mei. De 7-14 cm grote bladeren zijn toegespitst eirond en hebben een grof gezaagde bladrand. De bladsteel is 3,5-7 cm lang. De bloeiwijze is een ongeveer 2 cm groot hoofdje, dat uit meerdere onopvallende mannelijke bloemen en één vrouwelijke bloem bestaat. De bloeiwijze wordt omgeven door twee schutbladen, die circa 8 en 16 cm groot zijn. Bij het begin van de bloei zijn de schutbladen lichtgroen, waarna ze naar wit verkleuren. De 4 cm lange en 3 cm brede vruchten zijn nootachtig en bevatten drie tot zes zaden. De zaden hebben achttien maanden nodig om te kiemen. 
Er zijn twee variëteiten:
- Davidia involucrata var. involucrata. Bij deze variëteit is de onderkant van het blad dichtbehaard en heeft daardoor een witte kleur. Ze is niet goed wintervast.
- Davidia involucrata var. vilmoriniana. Het blad van deze variëteit heeft een kale onderkant: de onderkant van het blad is glanzend lichtgroen en kaal. Ze hoeft alleen op jonge leeftijd tegen vorst beschermd te worden. Dit is de meest aangeplante variëteit geworden. Deze boom wordt door stekken of zaaien vermeerderd.

Ze hebben een verschillend aantal chromosomen, waardoor ze niet met elkaar gekruist kunnen worden. Ze worden ook wel opgevat als twee soorten. De herkomst is verschillend:
- In 1897 verzamelde de Franse jezuïet Farges de nootvormige vruchten van de boom en zond 37 zaden naar Parijs. De Franse kweker Maurice de Vilmorin zaaide de zaden uit, waarvan er uiteindelijk maar één kiemde. In 1906 bloeide deze zaailing voor het eerst. De variëteitsaanduiding vilmoriniana is naar de Vilmorin vernoemd.
- In Engeland zond in 1899 de Engelse Veitch's kwekerij Ernest Wilson naar China om zaden van de boom te verzamelen. De boom bleek echter gekapt en hij verzamelde vruchten van andere bomen, die later de Davidia involucrata var. involucrata bleken te zijn.

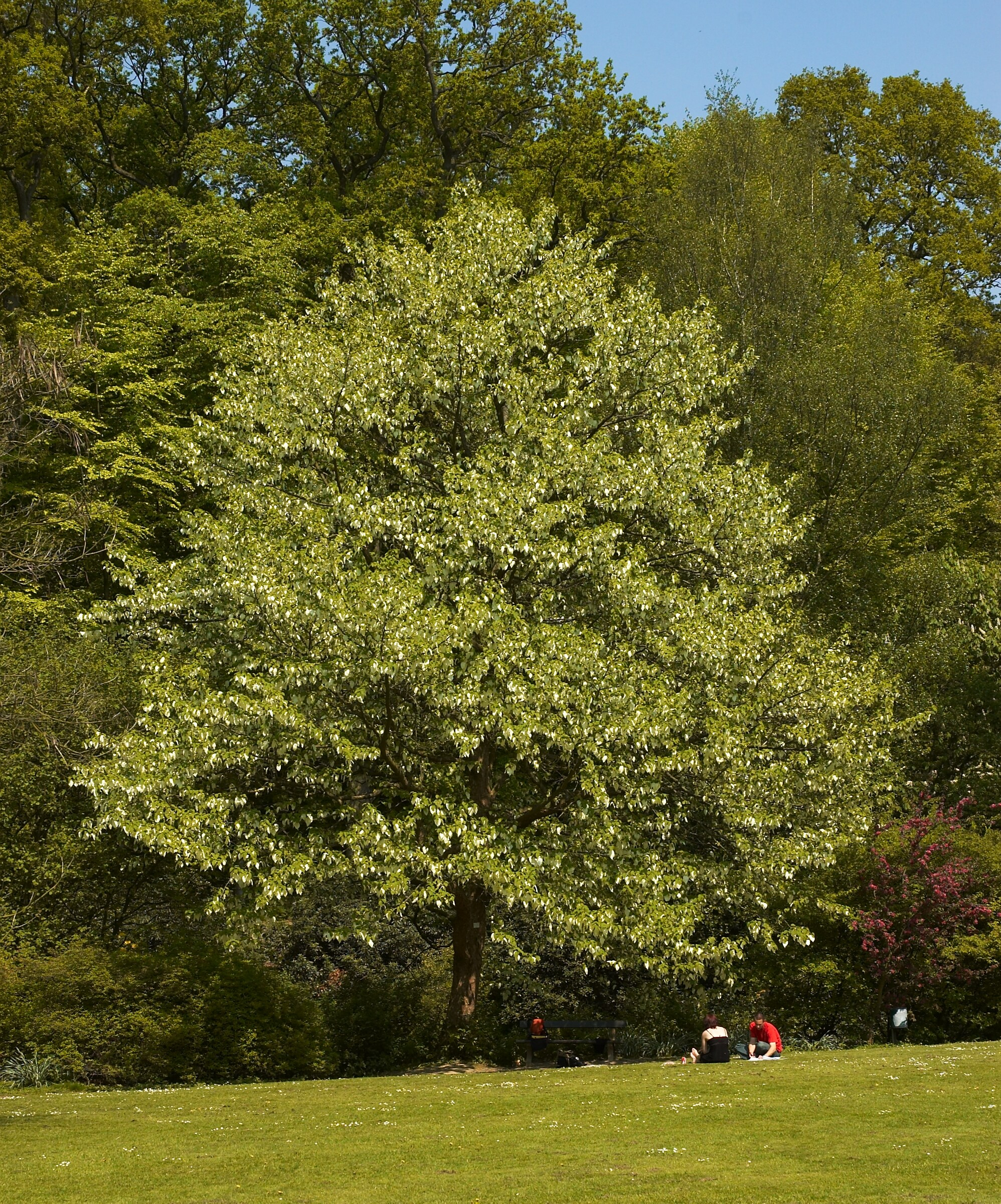
Grote boom
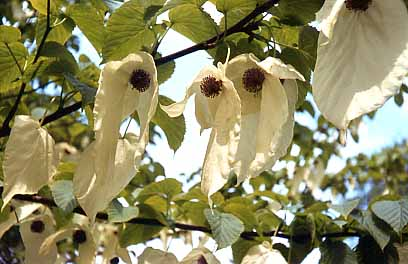
Jonge bloeiwijze
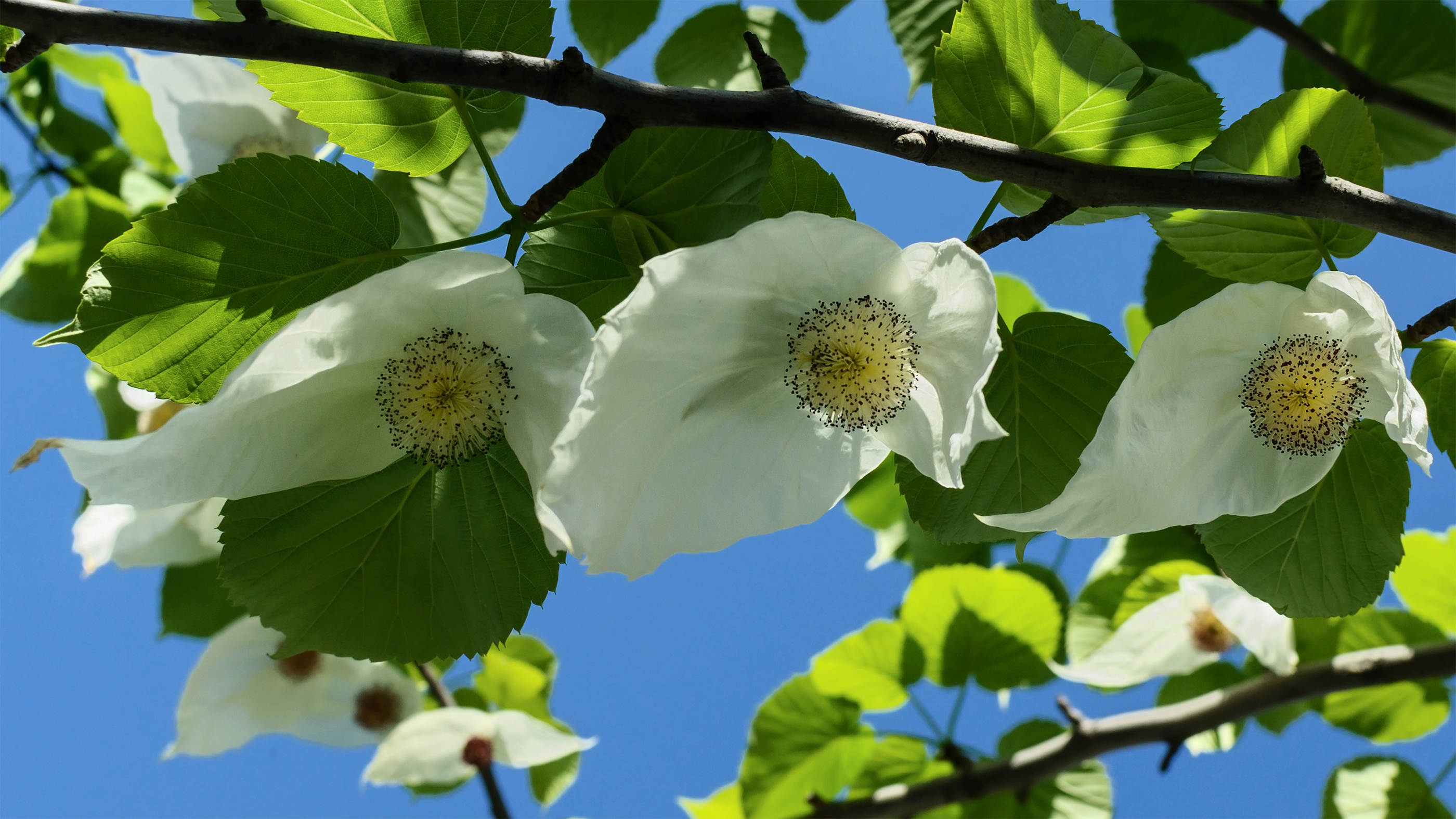
Bloeiwijze
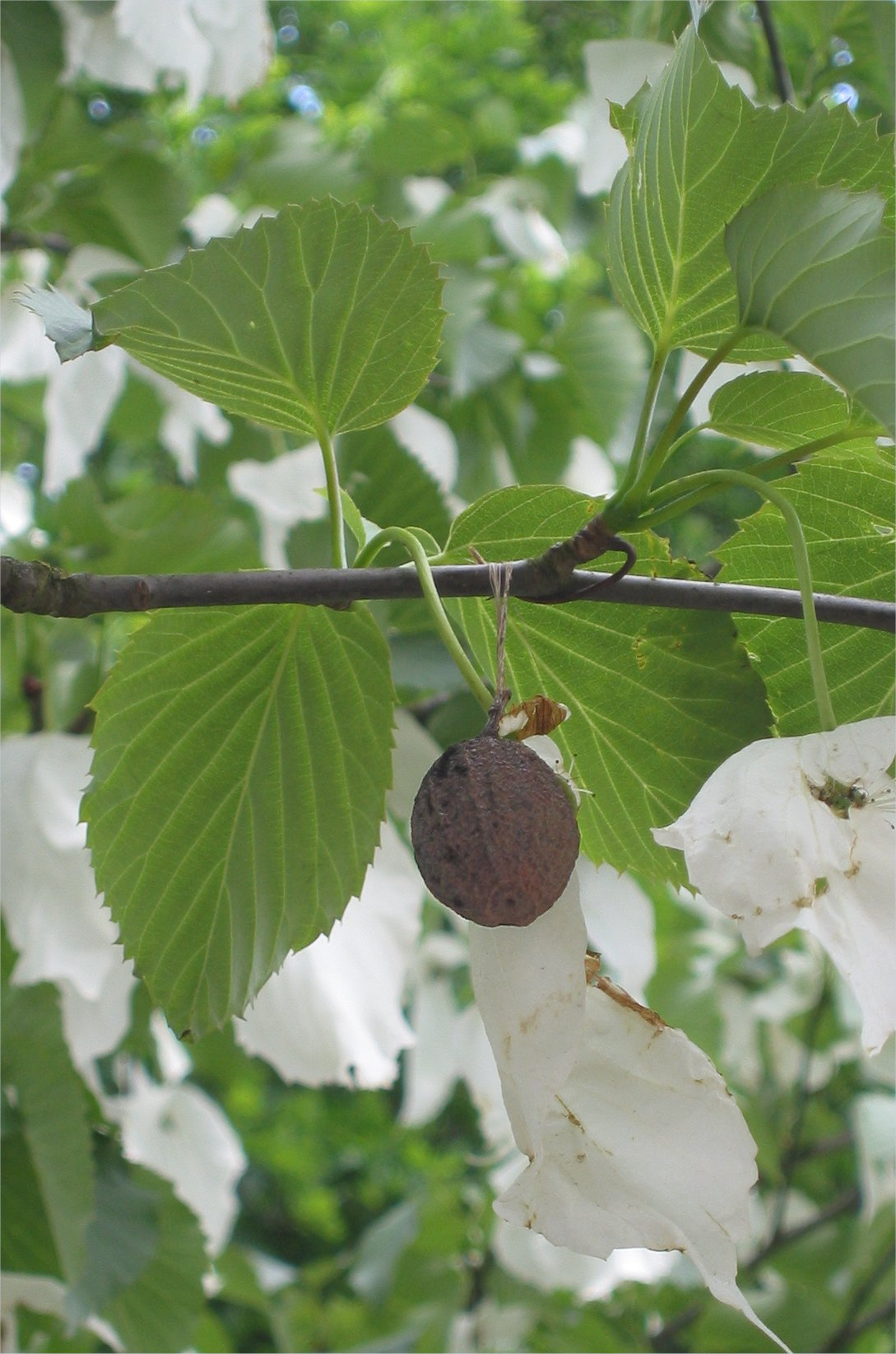
Vrucht
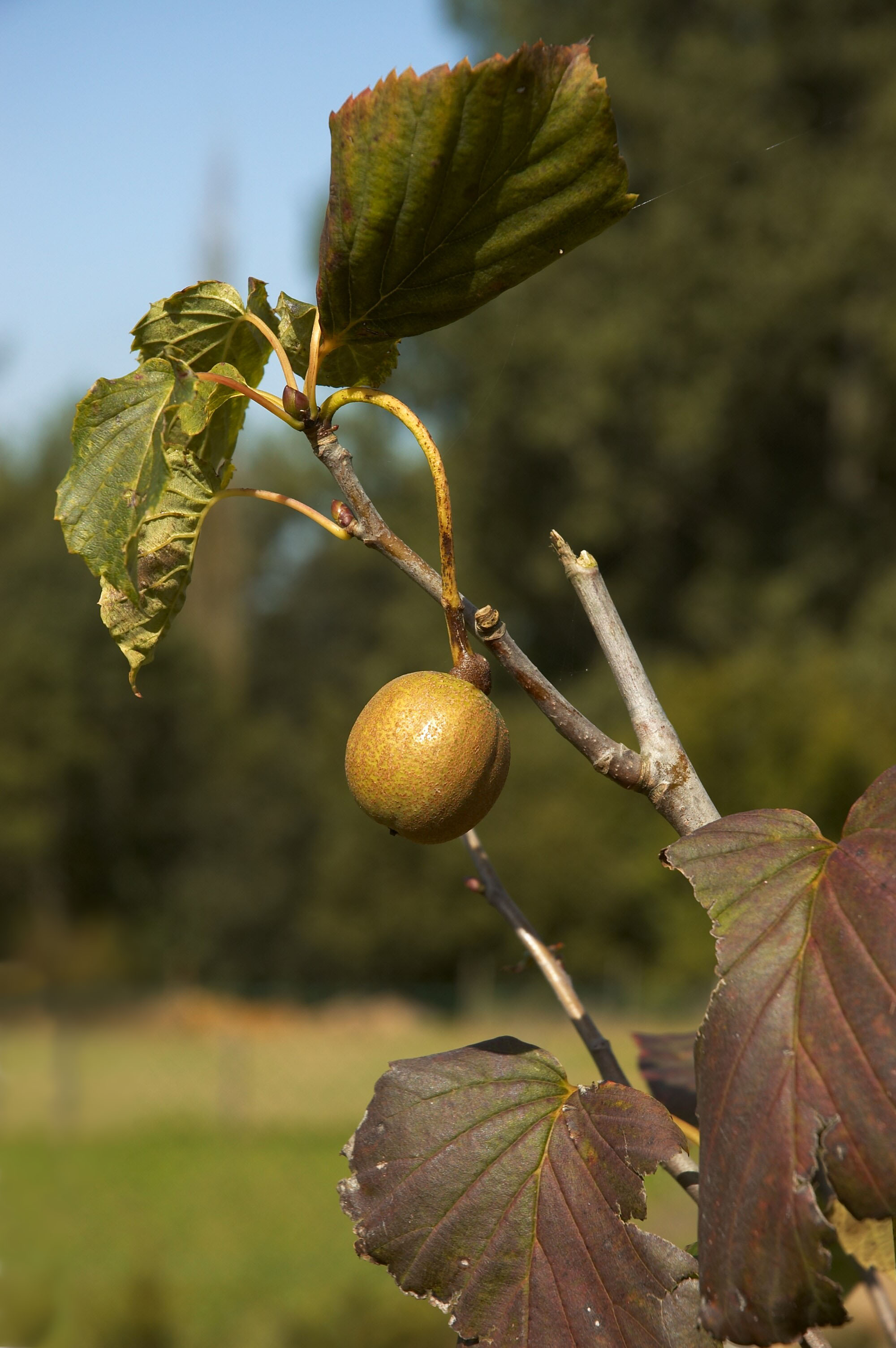
Vrucht
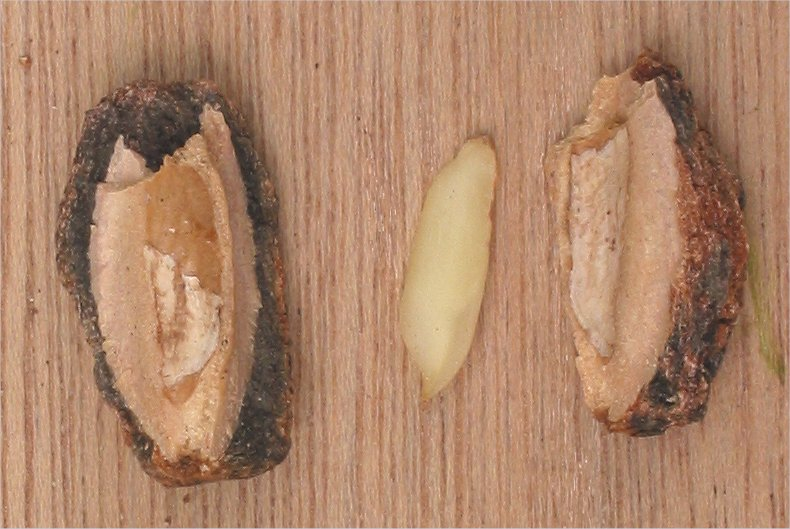
Opengebroken vrucht met zaadje